# Макс Мор
Макс Мор («Макс Т. О’Коннор», родился в январе 1964 г.) — американский учёный, философ и футуролог, публицист, читает лекции о перспективах и влиянии новых технологий.

## Биография
Мор родился в Бристоле, Англия, имеет степень «Философия, политика и экономика» в Оксфордском университете с 1987 года. В его докторской диссертации 1995 года «Университет Южной Калифорнии» «Диахроническое Я: идентичность, преемственность и трансформация», было рассмотрено несколько вопросов, касающихся трансгуманистов, включая природу смерти и то, и изменения в человеке с течением времени.
Основатель Института Экстропии, Мор написал множество статей, раскрывающих трансгуманистическую философию с либертарианской точки зрения, которую он назвал экстропианство. Самая главная его концепция «Принципы Экстропии». В эссе 1990 года «Трансгуманизм: на пути к футуристической философии», он ввел термин «трансгуманизм» в его современном смысле.

## Смо. также
- FM-2030
- Humanity+
- Наташа Вита-Мор